# Хрептович, Ежи
Юрий Хрептович (1586, Вишнево — 1650) — государственный и военный деятель Великого княжества Литовского, каштелян смоленский (1639—1643) и жемайтский (1643—1645), воевода перновский (1645—1646) и новогрудский (1646—1650).

## Биография
Представитель белорусского дворянского рода Хрептовичей герба «Одровонж». Сын подкомория новогрудского Адама Ивановича Хрептовича (1557—1628) и Анны Камаевской.
Ему принадлежали имения Липск в Гродненском повете, Вишнево, Валаново, Гайтюнишки, Довбутишки, Гедейшишки в Ошмянском повете, Глубокое, Маткишки и Горностайшишки в Лидском повете, имел каменные дома в Вильно и Гродно.
Участник польско-шведской войны (1600—1611), в 1609 году принял участие во взятии лифляндского замка Пернов. В 1615 году во главе собственной надворной хоругви участвовал в русско-польской войне (1609—1618).
По возвращении с войны Юрий Хрептович занимался хозяйством. Приобретал поместья, прилегающие к его родовому имению Вишнево. В 1617 году купил фольварк Березина, в 1624 году — село Гончары. Построил костёл в Вишнево, в котором был похоронен, финансировал строительство костёла и доминиканского монастыря в Лукишках, под Вильно.

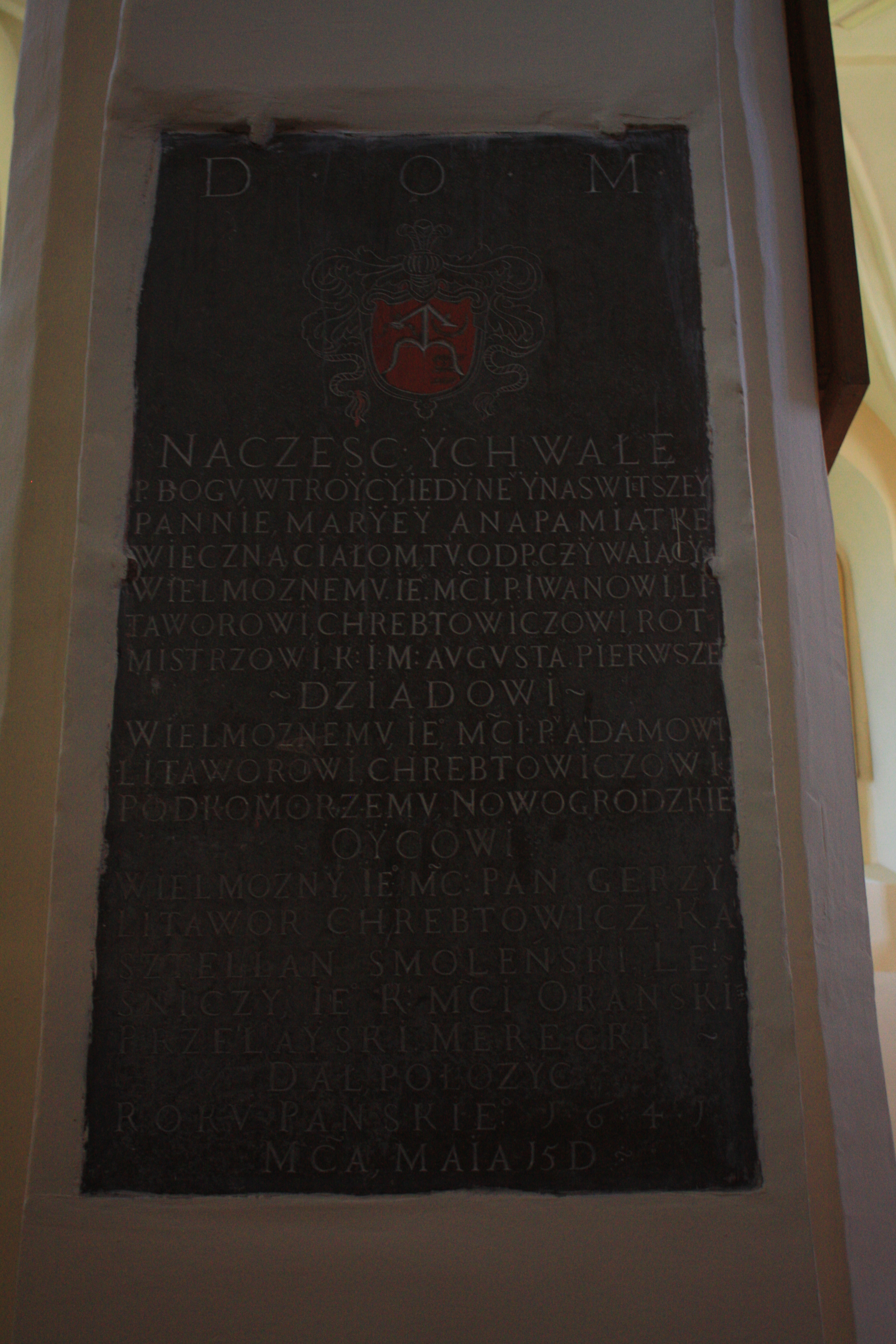
Юрий Хрептович похоронен со своим отцом Иваном и сыном Адамом в Борисоглебской церкви в Новогрудке

В 1639 году Юрий Хрептович был назначен каштеляном смоленским. Летом того же года принимал в своём имении Липск польского короля Владислава Вазу с его двором. 29 декабря 1643 года после Яна Альфонса Ляцкого получил должность каштеляна жемайтского. В январе 1645 года после смерти Яна Завадского был назначен воеводой парнавским. В апреле 1646 года после смерти своего зятя Томаша Сапеги Юрий Хрептович стал воеводой новогрудским.Своим возвышением Юрий Хрептович был обязан великому канцлеру литовскому Альбрехту Станиславу Радзивиллу.
В 1611 году женился на Сюзанне Нонхарт (ум. 1645), наследнице Гайтюнишской усадьбы. Дети: Богдан, Адам, Юрий, Ян, Анна, Эльжбета и Сюзанна.